# Pinthaeus
Pinthaeus is een geslacht van wantsen uit de familie schildwantsen (Pentatomidae). Het geslacht werd voor het eerst wetenschappelijk beschreven door Stål in 1867.

## Soorten
Het genus bevat de volgende soorten:

- Pinthaeus humeralis Horváth, 1911
- Pinthaeus sanguinipes (Fabricius, 1781)